# Kastriot Islami
Kastriot Selman Islami (ur. 18 sierpnia 1952 w Tiranie) – albański polityk i fizyk, wicepremier (1998), minister finansów (2002-2003), minister spraw zagranicznych (2003-2005).

## Życiorys
W 1976 ukończył studia z zakresu fizyki na Uniwersytecie Tirańskim, specjalizując się w fizyce atomowej. Naukę kontynuował na uniwersytecie Paris XI, gdzie w 1985 obronił pracę doktorską z zakresu fizyki atomowej. Studia podyplomowe odbył na Uniwersytecie w Gießen. Pracował w Instytucie Geologicznym i prowadził wykłady z fizyki teoretycznej dla studentów Uniwersytetu Tirańskiego. W lipcu 1999 uzyskał tytuł profesorski.
W wyborach parlamentarnych 1991 po raz pierwszy uzyskał mandat deputowanego do Zgromadzenia Albanii. W okresie od 17 kwietnia 1991 do 6 kwietnia 1992 był przewodniczącym parlamentu albańskiego, sprawując de facto funkcję głowy państwa albańskiego. Po rezygnacji Ramiza Alii z funkcji prezydenta (3 lipca 1992), Islami przez trzy dni sprawował ten urząd do czasu wyboru Salego Berishy. Odsunięty w czasie rządów Demokratycznej Partii Albanii powrócił do władzy po kryzysie 1997 pełniąc funkcję ministra stanu w rządzie Bashkima Fino. W okresie od kwietnia do września 1998 sprawował funkcję wicepremiera w rządzie kierowanym przez Fatosa Nano. Odsunięty ponownie, powrócił do rządu w lutym 2002, obejmując stanowisko ministra finansów, a od grudnia 2003 do września 2005 – ministra spraw zagranicznych. Jako szef albańskiej dyplomacji odwiedził Polskę 7 lutego 2005.
W 2011 został usunięty z Socjalistycznej Partii Albanii za niesubordynację w czasie jednego z głosowań, w 2013 powrócił do Demokratycznej Partii Albanii.